# جوني إنجلش يضرب مجددا
 جوني إنجلش يضرب مجددا (بالإنجليزية: Johnny English Strikes Again)‏ هو فيلم تجسس وحركة كوميدي بريطاني من إخراج ديفيد كير. الفيلم هو تتمة لفيلم جوني إنجلش ريبورن (2011)، وهو الثالث ضمن سلسلة أفلام جوني إنجلش. الفيلم من بطولة روان أتكينسون، أولغا كوريلنكو، بن ميلر، إيما تومسون، جيك لاسي. يتبع الفيلم قصة عميل المخابرات البريطانية جوني إنجلش الذي يتم الاستعانة به بعد انكشاف هويات جميع العملاء السريين إثر هجمات إلكترونية.
صدر في 26 أكتوبر 2018 في الولايات المتحدة، أما في المملكة المتحدة فقد صدر الفيلم يوم 5 أكتوبر من ذات السنة. الفيلم من توزيع يونيفرسال ستوديوز.

## القصة
يتم استهداف MI7 بهجوم سيبراني كبير من جنوب فرنسا، مما يكشف عن هويات جميع العملاء الميدانيين الحاليين. نتيجة لذلك، يضطر MI7 إلى إعادة العوامل القديمة غير النشطة لتعقب الجناة وراء الهجوم. من بين العملاء الذين أعيدوا إلى الخدمة، جوني إنجليش، الذي تقاعد منذ ذلك الحين من الخدمة السرية ويعمل مدرسًا للجغرافيا ؛ لكن يظهر أنه يقضي سراً معظم الوقت في تدريب طلابه الصغار على فنون التجسس المظلمة.
في منطقة الاستقبال MI7 ، تتعطل اللغة الإنجليزية بطريق الخطأ عن جميع الزملاء الآخرين المتقاعدين الذين يتم إحضارهم، مما يتركه بمفرده ليتولى المهمة. ثم يصر على أن يحصل على الخدمات من صديقه القديم، بوغ، الذي لا يزال كاتب في MI7 الجديد. تقوم كل من English و Bough بتجميع المعدات الخاصة بهم، ولكي تظل غير مرئية للمهاجمين على الإنترنت، فإنهم يتخلصون من هواتفهم المحمولة ويختارون طراز Aston Martin قديم (أكبر بكثير من الذي قادوه في الفيلم الأول) كخيار للنقل لديهم لمهمتهم في جنوب فرنسا.
يصلون إلى فندق Magnifique في أنتيب، المكان الذي نشأ فيه الهجوم السيبراني تقريبًا. متنكرين في زي النوادل، تمكنوا من سرقة هاتف محمول مع صورة لهدفهم التالي، يخت تفصيلي يدعى Dot Calm. أثناء تأجيج الروبيان، أضرمت اللغة الإنجليزية بطريق الخطأ النار في مطعم Cote de Roc عبر الشارع من الفندق، وهرب الزوجان قبل أن يتم القبض عليهما. تحديد موقع اليخت في مرسى قريب ومحاولة التسلل على متنها خلال الليل. تم القبض عليهم من قبل ناشط روسي على متن اسمه أوفيليا بوليتوفا، لكنهم يفرون من الغرفة التي يحتجزون فيها، وفي طريقهم إلى الخارج، يتعثرون على مجموعة واسعة من خوادم الكمبيوتر في أحشاء اليخت. يلاحظون الاكتشاف والهروب من اليخت.
مرة أخرى إلى الشاطئ، قرروا ساق أوفيليا. عندما رصدوها في نهاية المطاف وهي تغادر اليخت، فإنهم يتابعون سيارتها على طول الطرقات في جنوب فرنسا. بعد مطاردة أوزة برية، نفدت سيارة أستون مارتن من الوقود بينما كان جنود أوفيليا في سيارتها BMW i3 الكهربائية. ومع ذلك، عادت أوفيليا وتوافق هي والإنجليزية على عقد اجتماع في فندق باريس في كاني سور ميه. في وقت لاحق من ذلك المساء، بينما تقابل اللغة الإنجليزية أوفيليا في حانة الفندق، تكتشف Bough أدلة تشير إلى أنها قد تكون جاسوسة.

## بطولة
- روان أتكينسون بدور جوني إنجلش، عميل سري وهو أيضا بطل الفيلم الرئيسي.
- أولغا كوريلنكو بدور أوفيليا.
- بن ميلر بدور أنغوس بوف.

## الاستقبال النقدي
حصل الفيلم على تقييم 36% على موقع الطماطم الفاسدة مع متوسط تقييم 4.73/10، بناءً على 101 مراجعة. أما على موقع ميتاكريتيك فقد حصل الفيلم على معدل 39 من 100 بناء على 22 مراجعة.

## وصلات خارجية
جوني إنجلش يضرب مجددا على موقع IMDb (الإنجليزية)
- جوني إنجلش يضرب مجددا على موقع ميتاكريتيك (الإنجليزية)
- جوني إنجلش يضرب مجددا على موقع روتن توميتوز (الإنجليزية)
- جوني إنجلش يضرب مجددا على موقع نتفليكس (الإنجليزية)
- جوني إنجلش يضرب مجددا على موقع ألو سيني (الفرنسية)
- جوني إنجلش يضرب مجددا على موقع أول موفي (الإنجليزية)
- جوني إنجلش يضرب مجددا على موقع بوكس أوفيس موجو (الإنجليزية)
- جوني إنجلش يضرب مجددا على موقع فيلمافينيتي (الإسبانية)
- جوني إنجلش يضرب مجددا على موقع قاعدة بيانات الفيلم (الإنجليزية)
- جوني إنجلش يضرب مجددا على موقع ليتربوكسد (الإنجليزية)

لم يتم العثور على روابط لمواقع التواصل الاجتماعي.